# Eunidia vageguttata
Eunidia vageguttata är en skalbaggsart som beskrevs av Stefan von Breuning 1939. Eunidia vageguttata ingår i släktet Eunidia och familjen långhorningar.
Artens utbredningsområde är Madagaskar. Inga underarter finns listade i Catalogue of Life.